# Rivalidades de la selección de fútbol de Italia

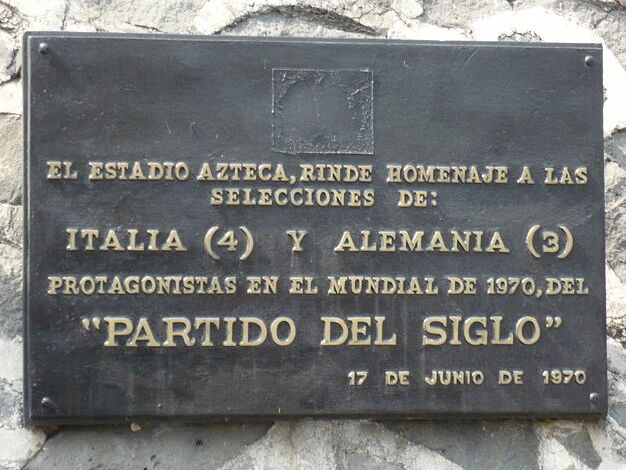
Placa conmemorativa al Partido del Siglo situada en el Estadio Azteca.

Desde su primer encuentro en 1910, la selección italiana mantiene gran rivalidad con otros combinados futbolísticos. La más notoria de todas, es la que forjó frente al seleccionado de Francia, con el cual definió el título de la Eurocopa 2000 y la Copa Mundial de 2006. Con la Selección de España definió el título de la Eurocopa del 2012 además es con la que más veces se ha enfrentado en el torneo continental con 8 encuentros. Otra rivalidad en el continente europeo, se da con el seleccionado de Alemania, junto al cual protagonizó «el Partido del Siglo» en 1970 y definió el campeonato mundial de 1982. Fuera de Europa, sus principales rivales son los seleccionados sudamericanos de Brasil y Argentina. Con la primera, tuvo sus puntos más álgidos en las definiciones de los mundiales de 1970 y 1994, mientras que con la segunda la rivalidad quedó marcada a partir de las semifinales del mundial de 1990, a pesar de la afinidad cultural y futbolística existente entre ambos países.
Si bien en sus inicios Italia estableció rivalidades con Hungría, Checoslovaquia y Uruguay (los mejores seleccionados de la época de preguerra), estas se debilitaron con la poca competitividad que comenzaron a ofrecer los tres países en el ámbito internacional luego del mundial de 1950.

## Rivalidades actuales

### Francia

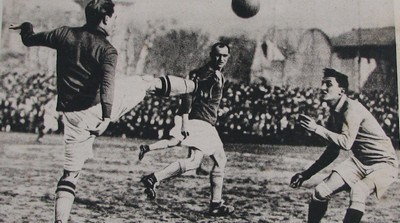
Encuentro entre ambas selecciones en 1921.

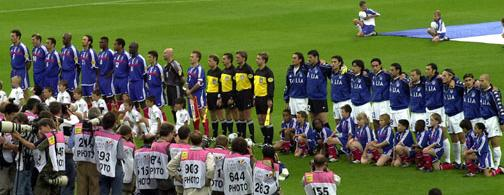
Los dos seleccionados protagonizaron la final de la Eurocopa 2000.

La selección italiana disputó su primer partido de la historia ante Francia el 6 de enero de 1910, pero la rivalidad entre estas dos selecciones comenzó previo al inicio de la Segunda Guerra Mundial con la creciente cantidad de amistosos y partidos oficiales que involucraron a ambos combinados. A pesar de que en un principio los italianos dominaban totalmente el historial, este se fue emparejando a lo largo de los años, sin embargo, actualmente el registro de encuentros es ampliamente favorecedor para Italia.
Un hecho que acrecentó y mantuvo la rivalidad a lo largo de los años fue que se enfrentaron en múltiples ediciones de la Copa Mundial, la Eurocopa y los Juegos Olímpicos.
En el año 2000 se cruzaron en la final de la Euro disputada en Bélgica y los Países Bajos. El partido había terminado 1-1 al término de los 90 minutos con goles de Wiltord para Francia y Delvecchio para Italia. Debido a esto, se debió recurrir al tiempo suplementario, en donde David Trezeguet marcó el gol de oro con el que los franceses que proclamaron campeones de Europa. Además, en 2006 protagonizaron la final de la Copa del Mundo. El partido terminó 1-1 gracias a los tantos de Marco Materazzi (Italia) y Zinedine Zidane (Francia). En el tiempo suplementario se produjo una discusión entre los jugadores que habían anotado lo que derivó en un cabezazo de Zidane a Materazzi que provocó la expulsión del capitán francés. Finalmente, en penales, la azzurra se impuso 5-3 y se coronó campeona del Mundo por cuarta vez.
Además, se vieron las caras en los cuartos de final del Mundial de 1938, disputada en Francia, donde la selección azzurra ganó 3-1, en la fase de grupos de Argentina 1978, partido ganado por Italia, en la edición de 1986, cuando el gallito eliminó a su par italiana en octavos y en 1998, donde Francia se impuso en su camino a su primera Copa Mundial.
El último partido de gran importancia entre Italia y Francia fue por la fase de grupos de la Eurocopa 2008. Dicho partido fue ganado por los italianos 2-0 con tantos de Andrea Pirlo y Daniele de Rossi, que luego accederían a los cuartos, mientras que la selección francesa finalizó última en el grupo con un solo punto obtenido.
En total, disputaron 34 partidos, de los cuales 17 fueron victorias italianas, 7 francesas y 10 empates.
| Equipo  | Pts | PJ | PG | PE | PP | GF | GC | Dif | Rendimiento |
| ------- | --- | -- | -- | -- | -- | -- | -- | --- | ----------- |
| Italia  | 61  | 36 | 17 | 10 | 7  | 74 | 42 | 32  | 66,3%       |
| Francia | 31  | 36 | 7  | 10 | 17 | 42 | 74 | -32 | 33,6%       |

### Alemania
Junto con Alemania, la selección de Italia protagonizó El Partido del Siglo, encuentro considerado el más emocionante del siglo XX. Fue el 17 de junio de 1970 por la semifinal de la Copa Mundial de México de ese año, la disputa terminó 4-3 a favor de los italianos, llegando a convertirse 5 goles en el tiempo extra, algo que nunca volvió a repetirse.
También se enfrentaron en la final de la Mundial de 1982, la cual quedaría en manos italianas luego de que el partido terminara 3-1, las Eurocopas de 1988 —empate 1-1 en la fase de grupos— y 1996 —empate 0-0 por la última fecha del Grupo C— y en Alemania 2006 en una de las semifinales, dicho partido lo ganó Italia —que luego ganaría la final y se proclamaría campeona del Mundo— por 2-0.
Por la Euro 2012, Italia venció 2-1 a los germanos en una de las semifinales. Mientras que en la Euro 2016 nuevamente se enfrentaron en cuartos de final, finalizando el partido 1-1, venciendo los alemanes en la tanda de penales.
| Equipo   | Pts | PJ | PG | PE | PP | GF | GC | Dif | Rendimiento |
| -------- | --- | -- | -- | -- | -- | -- | -- | --- | ----------- |
| Italia   | 54  | 31 | 15 | 9  | 7  | 47 | 35 | 12  | 64,2%       |
| Alemania | 30  | 31 | 7  | 9  | 15 | 35 | 47 | -12 | 35,7%       |

### Brasil
La rivalidad con la selección brasileña se debe a la gran cantidad de encuentros que los dos países disputaron entre sí partidos de gran envergadura, como el 2-1 con el que Italia accedió a la final en Francia 1938, la final de la Copa del Mundo de 1970, en la cual el scratch goleó 4-1, y en la segunda fase final del mundial de España 1982 donde Italia eliminó con un 3-2 a los brasileños y la final de Estados Unidos 1994, donde Brasil se impuso en penales.
| Equipo | Pts | PJ | PG | PE | PP | GF | GC | Dif | Rendimiento |
| ------ | --- | -- | -- | -- | -- | -- | -- | --- | ----------- |
| Italia | 17  | 14 | 5  | 2  | 7  | 19 | 24 | -5  | 42,5%       |
| Brasil | 23  | 14 | 7  | 2  | 5  | 24 | 19 | 5   | 57,5%       |

### Argentina
El comienzo de esta rivalidad deportiva entre las selecciones de ambos países tuvo su punto más álgido en la semifinal de la Copa Mundial de 1990 por la sorpresiva eliminación de Italia, anfitriona y favorita, a manos de Argentina. pero en el mundial de Argentina 1978 donde los argentinos eran locales cayeron con un 1-0 a favor de Italia, y en la segunda fase de España 1982 Italia derrotó 2-1 a la argentina de Diego Armando Maradona. A pesar de ello, actualmente se encuentra muy diluida debido a la poca cantidad de veces que ambas selecciones se encuentran en partidos importantes. Un dato muy importante es que ambos son países muy cercanos culturalmente dada la inmigración italiana en la Argentina que supuso que en su momento más de la mitad de la población del país fueran inmigrantes italianos. Así, hubo muchos jugadores que por ser italianos nacionalizados argentinos o hijos de italianos nacionalizados italianos que jugaron para ambas selecciones y que fueron fundamentales en las primeras conquistas de la selección italiana, destacando sus primeros dos campeonatos mundiales. El último encuentro fue jugado el 1 de junio de 2022 en el Estadio Wembley por la denominada Finalissima. La vencedora fue Argentina que goleó por 3-0 a la "Azurra" con tantos de Lautaro Martínez, Ángel Di María y Paulo Dybala, ganando los sudamericanos el torneo intercontinental.
| Equipo    | Pts | PJ | PG | PE | PP | GF | GC | Dif | Rendimiento |
| --------- | --- | -- | -- | -- | -- | -- | -- | --- | ----------- |
| Italia    | 23  | 16 | 6  | 5  | 5  | 21 | 18 | 1   | 51,4%       |
| Argentina | 20  | 16 | 5  | 5  | 6  | 18 | 21 | -1  | 48,6%       |